# کژژ (استان اشوی‌داشکسیه)
کژژ (به لهستانی: Krzyż) یک منطقهٔ مسکونی در لهستان است که در گمینا چارنوچین (استان اشوی‌داشکسیه) واقع شده‌است.